# Élections générales turques de 2018
Les élections générales turques de 2018 se déroulent le 24 juin 2018 en Turquie et réunissent le même jour deux élections conjointes, valables pour la période 2018-2023 :
- l'élection présidentielle turque ;
- les élections législatives turques.

Le président Recep Erdoğan (Parti de la justice et du développement, AKP : droite national-conservatrice, islamique, populiste, libérale en économie ; allié au Parti d'action nationaliste : extrême-droite ultranationaliste) est réélu dès le premier tour avec 52,6 % des voix face à cinq autres candidats dont notamment Muharrem İnce (Parti républicain du peuple : centre-gauche kémaliste, social-démocrate, laïque et pro-européenne ; 30,6 %). L'AKP perd de peu la majorité absolue des sièges qu'il détenait à lui seul à la Grande Assemblée nationale, mais dispose d'une majorité absolue à travers son alliance avec le Parti d'action nationaliste.

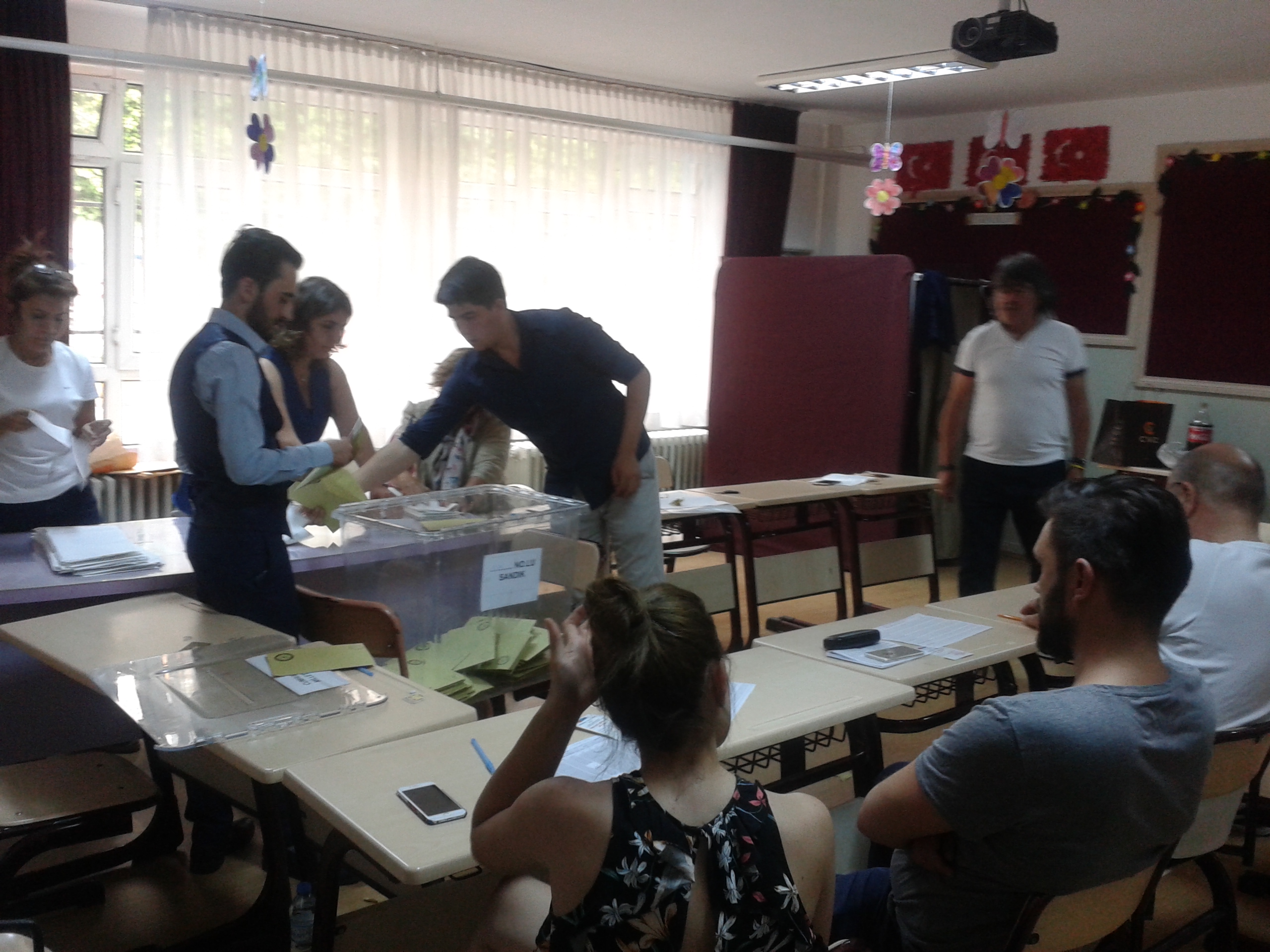
Dépouillement lors des élections générales turques de 2018.

## Contexte

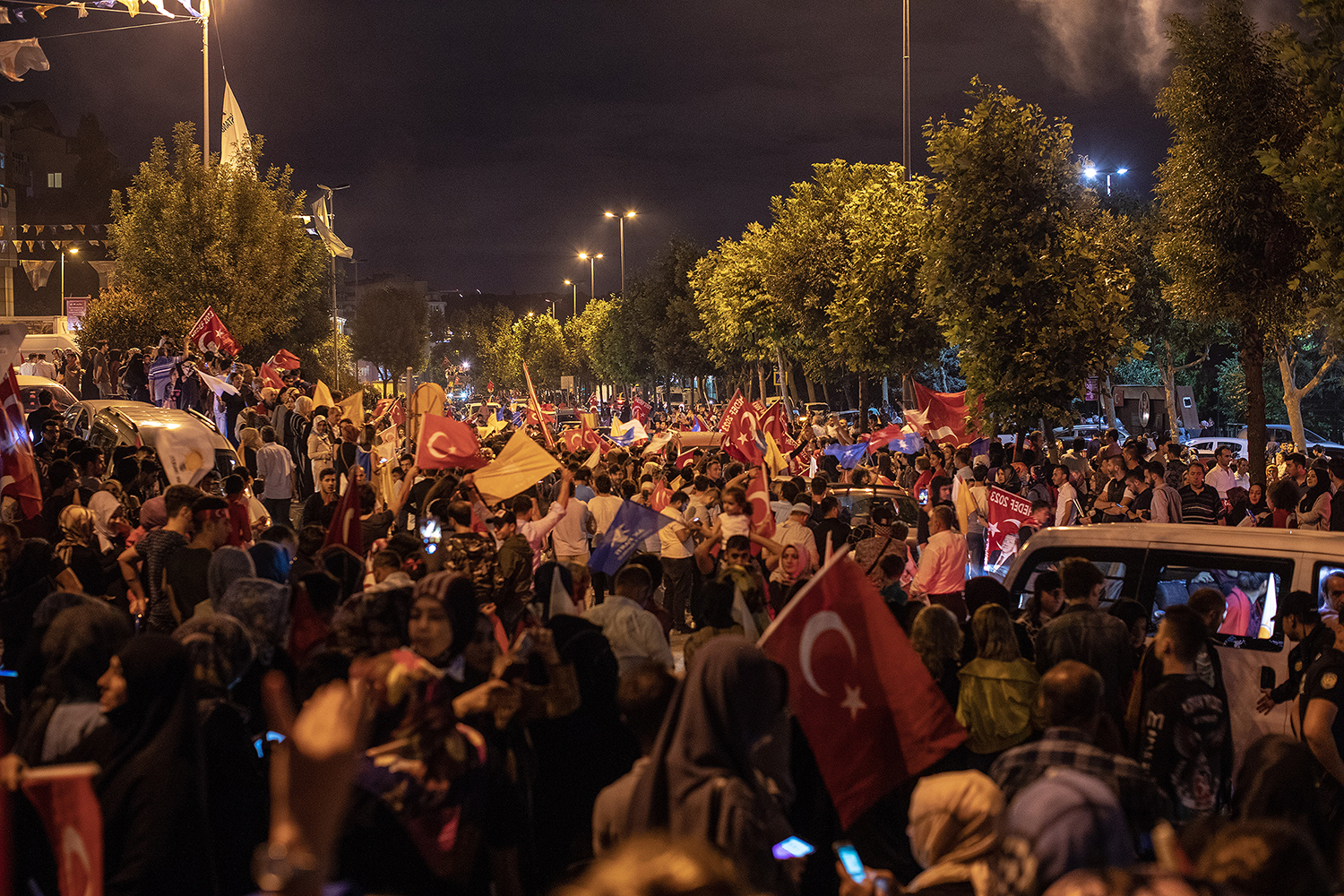
Des citoyens turcs célèbrent la victoire d'Erdoğan et de l'AKP à Istanbul. 24 juin 2018.

Ces élections étaient initialement prévues pour le 3 novembre 2019.
Le 18 avril 2018, cependant, le président turc Recep Tayyip Erdoğan annonce à Ankara que les élections se tiendront de façon anticipée le 24 juin 2018. Il venait de s'entretenir avec Devlet Bahçeli, son allié au sein de l'Alliance populaire et dirigeant du Parti d'action nationaliste (MHP), qui avait appelé la veille à des élections anticipées pour le 26 août 2018, et selon lequel « la nation ne peut attendre ». Ces développements ont pris de court nombre d'observateurs. Les élections auront lieu sous état d'urgence, prolongé le même jour pour la septième fois consécutive, ce que dénonce le Parti républicain du peuple (CHP), principale formation de l'opposition.
À la suite de la réforme constitutionnelle de 2017 approuvée par référendum, le nouveau président élu sera à la fois chef de l'État et chef de gouvernement, les fonctions de Premier ministre étant supprimées. La Grande Assemblée nationale de Turquie est élue en même temps que le président de la République, la durée de son mandat passant de quatre à cinq ans, et le nombre de ses membres étant porté de 550 à 600 députés. Ses pouvoirs sont en revanche grandement diminués. Elle ne choisit ainsi plus le Premier ministre, dont le poste est supprimé au profit du président, qui nomme directement les membres du gouvernement, dont un vice-président.
Le déroulement de ce référendum a été alors particulièrement critiqué par l'opposition, qui a dénoncé une campagne organisée dans des conditions inéquitables. Un changement de dernière minute du Conseil électoral supérieur, autorisant le décompte de bulletins de vote non vérifiés, est particulièrement remis en cause par l'opposition, selon laquelle cette décision aurait rajouté 1,5 million de bulletins de vote supplémentaires au total des voix.
En mars 2018, les journaux, agence de presse et chaînes de télévision et de radio de Doğan Holding à l'instar de Hürriyet, Milliyet, Doğan Haber Ajansı ou encore Kanal D et CNN Türk, sont rachetés par Demirören Holding, une entité proche d'Erdoğan. Cette acquisition est vue comme un renforcement du contrôle des médias par le gouvernement turc à l'approche des élections. Selon certains observateurs, environ 90 % des médias turcs sont ainsi sous contrôle gouvernemental,.
Le scrutin a lieu quatre jours avant que Le Bon Parti, récemment créé, soit autorisé à participer à une élection, ce qui peut empêcher la formation de participer au scrutin. Pour cette raison, dans le but de permettre au parti de participer malgré tout au scrutin, le 22 avril 2018, 15 députés du CHP décident de rejoindre le parti, qui peut ainsi former un groupe parlementaire. En outre la nouvelle loi électorale autorisant les coalitions, sont créées l'Alliance populaire, pro-gouvernementale, et l'Alliance de la nation, qui rassemble l'opposition.
Le 14 juin, un discours d'Erdoğan lors d'une réunion privée de cadres de l'AKP fuite à la suite de la mise en ligne de plusieurs vidéos filmées depuis l'assistance avec des téléphones portables. Erdoğan y est vu exhortant les représentants du parti à se rendre à l'avance et en nombre aux bureaux de vote afin d'y être majoritaire au cours des opérations de vote, d'en prendre le contrôle et de s'assurer ainsi de la mainmise sur les urnes, en particulier à Istanbul afin d'y « finir le travail avant qu'il ait commencé ». Ces propos alimentent la peur chez l'opposition d'un trucage des résultats du scrutin.
Au cours de la même réunion, Erdoğan appelle ses cadres à cibler les électeurs du HDP afin de s'assurer que ce dernier ne franchisse pas le seuil électoral de 10 %, ce qui favoriserait l'AKP lors de la répartition des sièges. L'objectif étant « d'éviter de répéter le 7 juin », en référence aux élections de 2015 où l'AKP avait temporairement perdu sa majorité absolue à l'assemblée. Il affirme ainsi « Je ne peut pas parler de ça dehors. J'en parle ici avec vous. Pourquoi ? Parce que si le HDP échoue à atteindre le seuil électoral, cela nous mettra dans une bien meilleure position. ». Il appelle son auditoire à « cibler » les électeurs du HDP en travaillant avec les militants locaux de l'AKP. Ces derniers devant être en possession de listes de ceux votant HDP dans leurs circonscriptions, ajoutant que « s'ils ne les ont pas, alors ils n'ont rien à faire à leurs postes. Prenez ces listes d'électeurs et mettez vous au travail. »
Le candidat CHP à la présidentielle Muharrem İnce réagit en affirmant qu'« Erdoğan espère trouver une solution en recourant à ces stratagèmes parce qu'il n'a pas intériorisé la démocratie. Il ne croit pas en elle. » avant de promettre que « nous protégerons les urnes. Que la population en soit assurée. » Selon Cengiz Aktar, analyste en sciences politiques « Il y a déjà de très grand doutes sur la sécurité des bureaux de vote. Le système tout entier a été réorganisé afin d'assurer à M. Erdoğan et son parti une victoire aux prochaines élections. ».

## Suites
Recep Tayyip Erdoğan prête serment pour un deuxième mandat le 9 juillet 2018, deux jours après l'entrée en fonction du nouveau parlement, au sein duquel l'Alliance populaire détient la majorité absolue.